# پارک شیرین (کرمانشاه)
پارک شیرین  (یا به کردی: چیاسوور) یکی از پارک‌های قدیمی کرمانشاه با وسعتی بیش از ۱۰ هکتار می‌باشد که در مرکز شهر کرمانشاه جنب خیابان مؤید و شرق میدان آل‌آقا روی تپه‌ای به نام چیاسرخ (به کردی: چیاسوور) با سنگ‌های رسوبی سرخ رنگ و کهن قرار دارد. این پارک یکی از جاذبه‌های تفریحی و گردشگری شهر کرمانشاه است. از ویژگی‌های منحصربه‌فرد این پارک می‌توان به وجود منظرۀ سبز، آب‌نماها و آبشار مصنوعی در این پارک اشاره کرد. خیابان‌های اطراف آن خیابان مؤید، بلوار مهدیه و خیابان ناصری است.

## تغییر کاربری
تا کنون چندین بار بحث‌هایی مبنی بر تغییر کاربری پارک شیرین صورت گرفته است. ساخت رصدخانه، موزه و هتل از جملۀ‌ این موارد بوده که همگی با مخالفت کارشناسان حوزۀ‌ معماری و شهرسازی مواجه شده‌است. از سال ۱۳۷۴ بحث ساخت یک رصدخانه بر فراز تپۀ چیاسور توسط شهرداری کرمانشاه در همکاری با انجمن نجوم کرمانشاه مطرح شده‌است که به نتیجه نرسیده و اقدامی برای ساخت آن صورت نگرفته‌است.

## رویدادهای تاریخی
در جریان جنگ ایران و عراق یکی از جنایات جنگی عراق در پناهگاه مستقر در این پارک رخ داد. بمباران پناهگاه پارک شیرین کرمانشاه در ساعت ۱۴:۳۰ بعدازظهر ۲۶ اسفند سال ۱۳۶۶ بعد از حملۀ هوایی ارتش عراق به شهر کرمانشاه اتفاق داد که عده‌ای از مردم خود را به پناهگاه پارک شیرین رفته‌ بودند. این پناهگاه هدف موشک لیزری هواپیمای عراقی از تنها هواکش این پناهگاه قرار گرفت که در این حادثه دست‌کم ۷۶ نفر کشته و ۱۸۵ نفر زخمی شدند. مکان پناهگاه پس از پایان جنگ و در سال ۱۳۷۴ به مرکز فرهنگی دفاع مقدس کرمانشاه تبدیل شد.

## یادبود فرنگیس حیدرپور
در شهریور ۱۳۷۷ همزمان با هفتۀ دفاع مقدس یادبود و مجسمه‌ای از فرنگیس حیدرپور در محل ورودی پارک شیرین نصب شد. فرنگیس حیدرپور زن کُردی اهل روستای آوه‌زین گورسفید گیلان‌غرب است که در زمان جنگ ایران و عراق ۱۸ سال داشته‌است. پدر و برادر او زمانی که برای تهیۀ غذا قصد بازگشت به روستا را داشته‌اند کشته می‌شوند و او در این حین با دو سرباز عراقی درگیر می‌شود و با تبر یکی را کشته و دیگری را هم با تمام تجهیزات به اسارت گرفته و به مقر فرماندهی ارتش ایران تحویل می‌دهد.

## یادکردها
1. ↑  «پارک شیرین کرمانشاه سامان می‌یابد؟». kermanshah.isna.ir. دریافت‌شده در ۲۰۱۶-۰۹-۱۷.
2. ↑  خبرگزاری جمهوری اسلامی (ایرنا): گمانه‌زنی‌ها برای احداث هتل بر فراز تپۀ شیرین کرمانشاه، نوشته‌شده در ۱۰ دی ۱۳۹۸؛ بازدید در ۱۰ دی ۱۳۹۸.
3. ↑  خبرگزاری دانشجویان ایران (ایسنا): ۲۷ سال انتظار برای ساخت یک رصدخانه در کرمانشاه، نوشته‌شده در ۱۰ آبان ۱۴۰۱؛ بازدید در ۱۰ آبان ۱۴۰۱.
4. ↑  «جنایت پناهگاه پارک شیرین، برگی دیگر از خیانت‌های منافقین». هابیلیان. بایگانی‌شده از اصلی در ۴ سپتامبر ۲۰۱۶. دریافت‌شده در ۱۷ سپتامبر ۲۰۱۶.
5. ↑  شیرزنان حدیث عشق بر سینۀ آسمان نوشتند (نصب تندیس زن قهرمان در کرمانشاه)، در زن، سال اول، شمارۀ ۳۹، ۳۰ شهریور ۱۳۷۷.
6. ↑  جهان|TABNAK، سایت خبری تحلیلی تابناک|اخبار ایران و. «حال و روز شیرزن گیلانغربی خوش نیست!». سایت خبری تحلیلی تابناک|اخبار ایران و جهان|TABNAK. بایگانی‌شده از اصلی در ۲۹ اوت ۲۰۱۰. دریافت‌شده در ۲۰۱۶-۰۹-۱۷.